# Tivadar Bódy
Dans le nom hongrois Bódy Tivadar, le nom de famille précède le prénom, mais cet article utilise l’ordre habituel en français Tivadar Bódy, où le prénom précède le nom.
Tivadar Bódy, né en 1868 à Pest et mort en 1934 à Budapest, est un homme politique hongrois, bourgmestre de Budapest entre 1918 et 1920, avec une brève interruption liée à l'éphémère République des conseils de Hongrie.